# Staung
Staung es uno de los ocho distritos que forman la provincia camboyana de Kompung Thom, con una población estimada en marzo de 2008 de 104 076 habitantes. Está dividido en las siguientes  comunas (khum), que se muestran asimismo con población estimada de 2008:
- Banteay Stoung 9,295
- Chamnar Kraom 9,887
- Chamnar Leu 7,701
- Kampong Chen Cheung 6,994
- Kampong Chen Tboung 9,462
- Msar Krang 8,273
- Peam Bang 3,181
- Popok 6,723
- Pralay 11,701
- Preah Damrei 4,814
- Rung Roeang 4,280
- Samprouch 10,942
- Trea 10,823[1]